# Rutger Beke
Rutger Beke (Halle, 8 de agosto de 1977) es un deportista belga que compitió en triatlón.
Ganó dos medallas en el Campeonato Mundial de Triatlón de Larga Distancia en los años 2002 y 2003. Además, obtuvo dos medallas en el Campeonato Mundial de Ironman en los años 2003 y 2008.

## Palmarés internacional
| Campeonato Mundial | Campeonato Mundial | Campeonato Mundial | Campeonato Mundial |
| Año                | Lugar              | Medalla            | Prueba             |
| ------------------ | ------------------ | ------------------ | ------------------ |
| 2002               | Niza (Francia)     | Medalla de bronce  | Individual         |
| 2003               | Ibiza (España)     | Medalla de plata   | Individual         |

| Campeonato Mundial | Campeonato Mundial     | Campeonato Mundial | Campeonato Mundial |
| Año                | Lugar                  | Medalla            | Prueba             |
| ------------------ | ---------------------- | ------------------ | ------------------ |
| 2003               | Hawái (Estados Unidos) | Medalla de plata   | Individual         |
| 2008               | Hawái (Estados Unidos) | Medalla de bronce  | Individual         |